# ГЕС Xījīn
ГЕС Xījīn (西津水电站) — гідроелектростанція на півдні Китаю у провінції Гуансі. Знаходячись між ГЕС Yōngníng (вище по течії) та ГЕС Guìgǎng, входить до складу каскаду на річці Юцзян, котра впадає праворуч до основної течії річкової системи Сіцзян (завершується в затоці Південно-Китайського моря між Гуанчжоу та Гонконгом) на межі ділянок Qian та Xun.
В межах проекту річку перекрили бетонною греблею висотою 41 метр та довжиною 833 метра. Вона утримує водосховище з об'ємом 1,4 млрд м3 (корисний об'єм 0,6 млрд м3) та припустимим коливанням рівня поверхні у операційному режимі між позначками 59 та 63 метра НРМ (під час повені рівень може зростати до 68,7 метра НРМ, а об'єм — до 3 млрд м3).
Інтегрований у греблю машинний зал обладнали чотирма пропелерними турбінами — двома потужністю по 57,2 МВт та двома з показниками по 60 МВт. Вони забезпечують виробництво 950 млн кВт-год електроенергії на рік.